# Mut
Mut ili Mout, što, prema etimologiji, znači majka, je drevna egipatska božica plodnosti i majčinstva. Štovana je kao savršena majka. Nadimci su joj Majka Svijeta, Raovo Oko, Kraljica-božica, Rajska Dama, a najljepši su Ona Koja Rađa i Ali Rođena Nije.

## Panteon
U egipatskom panteonu, prvotna vodena božica iz Hermopolisa je Naunet, Nunova žena. Drugo joj je ime Nunet, ali i Mut. Ali poslije će se Mut pojaviti kao božica koja nije rođena, te je drukčija od Naunet. Mut nije bila zaštitnica majki sve dok nije usvojila Menthua, boga rata. Tada je postala tebanska božica. Udala se za Amona i postala kraljica bogova, ali Amon nije prihvatio njezino usvojeno dijete, pa je ono odbačeno. Mut je rodila Khonsua, boga Mjeseca (Amon, Khonsuov otac je bog Sunca, pa su Amon i Khonsu suprotnosti). Prva Amonova žena je Amaunet. Nju je Mut svrgnula. Kad je nastao Amon-Ra, Svevišnji, Mut je postala slična Hathor, po njezinoj crvenoj odjeći. Nakon toga, Izida joj je smatrana jednakom.

## Štovanje
Hram u Karnaku bio je Amonov posjed, te su svi faraoni proširivali stupove i dvorane, a Seti I. je počeo gradnju. Hram je posvećen velikoj trijadi - Amonu, Mut i Khonsuu. Mutin kip je mogao, vjerovalo se, upiti i zadržati Mutin duh. Mut je isključivo imala svećenice. Kraljice su također obično bile vrhovne svećenice, a izuzetak je Nefertiti, koja je štovala samo Atona. Hatšepsut je obnovila hram, a poslije i njezin praunuk, Amenofis III., čiji se sin Ehnaton oženio s Nefertiti. Tad su postavljeni kipovi lavice Sekhmet, što pokazuje da su i Sekhmet i Mut bile povezane. Ramzes II., sin Setija I., ponovno je obnovio hram.